# Браунсвилл (Флорида)
Браунсвилл (англ. Brownsville) — статистически обособленная местность, расположенная в округе Майами-Дейд (штат Флорида, США) с населением в 14 393 человека по статистическим данным переписи 2000 года.

## География
По данным Бюро переписи населения США статистически обособленная местность Браунсвилл имеет общую площадь в 5,96 квадратных километров, водных ресурсов в черте населённого пункта не имеется.
Статистически обособленная местность Браунсвилл расположена на высоте 3 м над уровнем моря.

## Демография
| Год переписи        | Нас.  |  | %±     |
| ------------------- | ----- |  | ------ |
| 1970                | 23442 |  | —      |
| 1980                | 18058 |  | −23%   |
| 1990                | 15607 |  | −13,6% |
| 2000                | 14393 |  | −7,8%  |
| 1970–2000 Источник: |       |  |        |

По данным переписи населения 2000 года в Браунсвиллe проживало 14 393 человека, 3254 семьи, насчитывалось 4814 домашних хозяйств и 5506 жилых домов. Средняя плотность населения составляла около 2414,93 человека на один квадратный километр. Расовый состав населённого пункта распределился следующим образом: 5,76 % белых, 91,23 % — чёрных или афроамериканцев, 0,22 % — коренных американцев, 0,02 % — азиатов, 0,01 % — выходцев с тихоокеанских островов, 1,30 % — представителей смешанных рас, 1,45 % — других народностей. Испаноговорящие составили 8,22 % от всех жителей статистически обособленной местности.
Из 4814 домашних хозяйств в 34,3 % воспитывали детей в возрасте до 18 лет, 21,1 % представляли собой совместно проживающие супружеские пары, в 39,2 % семей женщины проживали без мужей, 32,4 % не имели семей. 27,9 % от общего числа семей на момент переписи жили самостоятельно, при этом 12,7 % составили одинокие пожилые люди в возрасте 65 лет и старше. Средний размер домашнего хозяйства составил 2,98 человек, а средний размер семьи — 3,66 человек.
Население статистически обособленной местности по возрастному диапазону по данным переписи 2000 года распределилось следующим образом: 35,0 % — жители младше 18 лет, 10,0 % — между 18 и 24 годами, 25,7 % — от 25 до 44 лет, 17,4 % — от 45 до 64 лет и 11,9 % — в возрасте 65 лет и старше. Средний возраст жителей составил 29 лет. На каждые 100 женщин в Браунсвиллe приходилось 83,7 мужчин, при этом на каждые сто женщин 18 лет и старше приходилось 75,2 мужчин также старше 18 лет.
Средний доход на одно домашнее хозяйство статистически обособленной местности составил 16 902 доллара США, а средний доход на одну семью — 19 703 доллара. При этом мужчины имели средний доход в 21 098 долларов США в год против 21 182 доллара среднегодового дохода у женщин. Доход на душу населения статистически обособленной местности составил 16 902 доллара в год. 37,4 % от всего числа семей в населённом пункте и 42,7 % от всей численности населения находилось на момент переписи населения за чертой бедности, при этом 54,6 % из них были моложе 18 лет и 33,2 % — в возрасте 65 лет и старше.